# .pk
.pk је највиши Интернет домен државних кодова (ccTLD) за Пакистан. Њиме руководи PKNIC.
Имена домена се региструју на трећем нивоу у оквиру категорија другог нивоа, а од 2005. године могу да се региструју директно на другом нивоу - нпр. www.google.pk

## Категорије другог нивоа
- .COM.PK - комерцијална и индивидуална употреба;
- .NET.PK - намењен комерцијалним организацијама које послују на Интернету;
- .EDU.PK - намењен образовним институцијама;
- .ORG.PK - намењен непрофитним организацијама;
- .FAM.PK - намњене за породичну и индивидуалну употребу;
- .BIZ.PK - намењен за комерцијалну употребу и промовисање;
- .WEB.PK - Web Sites;
- .GOV.PK - намењен Влади Пакистана
- .GOB.PK - намењен за управу Балучистана;
- .GOK.PK - намењен за управу Азад Кашмира;
- .GON.PK - намењен за управу Северозападне предње провинције;
- .GOP.PK - намењен за управу Панџаба;
- .GOS.PK - намењен за управу Синда.